# 미국 해안경비대
미국 해안경비대(美國海岸警備隊, 영어: United States Coast Guard, USCG)은 미국 국토안보부 산하의 해안경비 및 구난을 목적으로 하는 군사 조직으로, 미군을 구성하는 6군(육군, 해군, 공군, 해병대, 우주군,해안경비대로 구성, 6군 중 해안경비대는 평시때 국토안보부 소속, 전시때 해군의 지휘를 받음)중 가장 작은 군사조직이다. 해양에서의 인명구조·환자수송과 국경지역 해안선에서의 밀입국자 수색과 체포, 범죄자 추적, 마약단속, 밀수단속등의 상당히 위험한 고강도의 임무를 수행한다. 현역 41,873명, 예비역 30,000명, 경비함 244척, 소형 함정 1844척, 항공기 204대를 보유하였다.

## 미국 해안경비대 수사국
미국 해안경비대 수사국(CGIS)은 해양 범죄 수사가 주된 임무다.

## 미국 해안경비대 정보국
미국 해안경비대 정보국(CGI)은 해양 보안 관련 정보수집, 분석이 주된 임무다.

## 같이 보기
- 미국 국토안보부(USDHS)
- 미국의 군사
  - 미국 육군(USA)
  - 미국 해군(USN)
  - 미국 공군(USAF)
  - 미국 해병대(USMC)
  - 미국 우주군(USSF)
- 대한민국 해양경찰청(KCG)
- 일본 해상보안청(JCG)